# Mormonentulpen
Die Mormonentulpen (Calochortus) sind eine Pflanzengattung in der Familie der Liliengewächse (Liliaceae). Die 70 bis 74 Arten sind vom westlichen Nordamerika über Mexiko bis Guatemala verbreitet.

## Herkunft der Trivialnamen und Symbolik
Die indigenen Völker in Utah nannten Calochortus nuttallii „sago“ (bei den Shoshonen ist „sago“ das Wort für essbare Zwiebel) und erzählten den Mormonen, dass sie essbar sind. Die gegarte Zwiebel diente den Siedlern um 1848 in Utah als Nahrungsmittel und bewahrte sie so vor dem Verhungern. Deshalb wurde 1911 Calochortus nuttallii zur Staatsblume von Utah, dort Sego Lily genannt, erklärt.

## Beschreibung

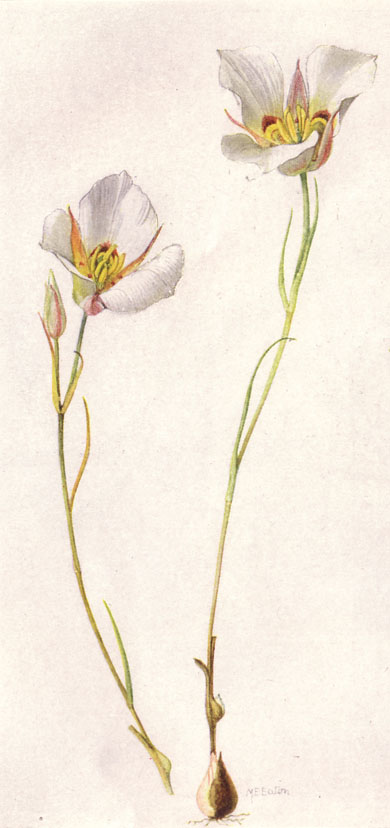
Illustration von Calochortus nuttallii

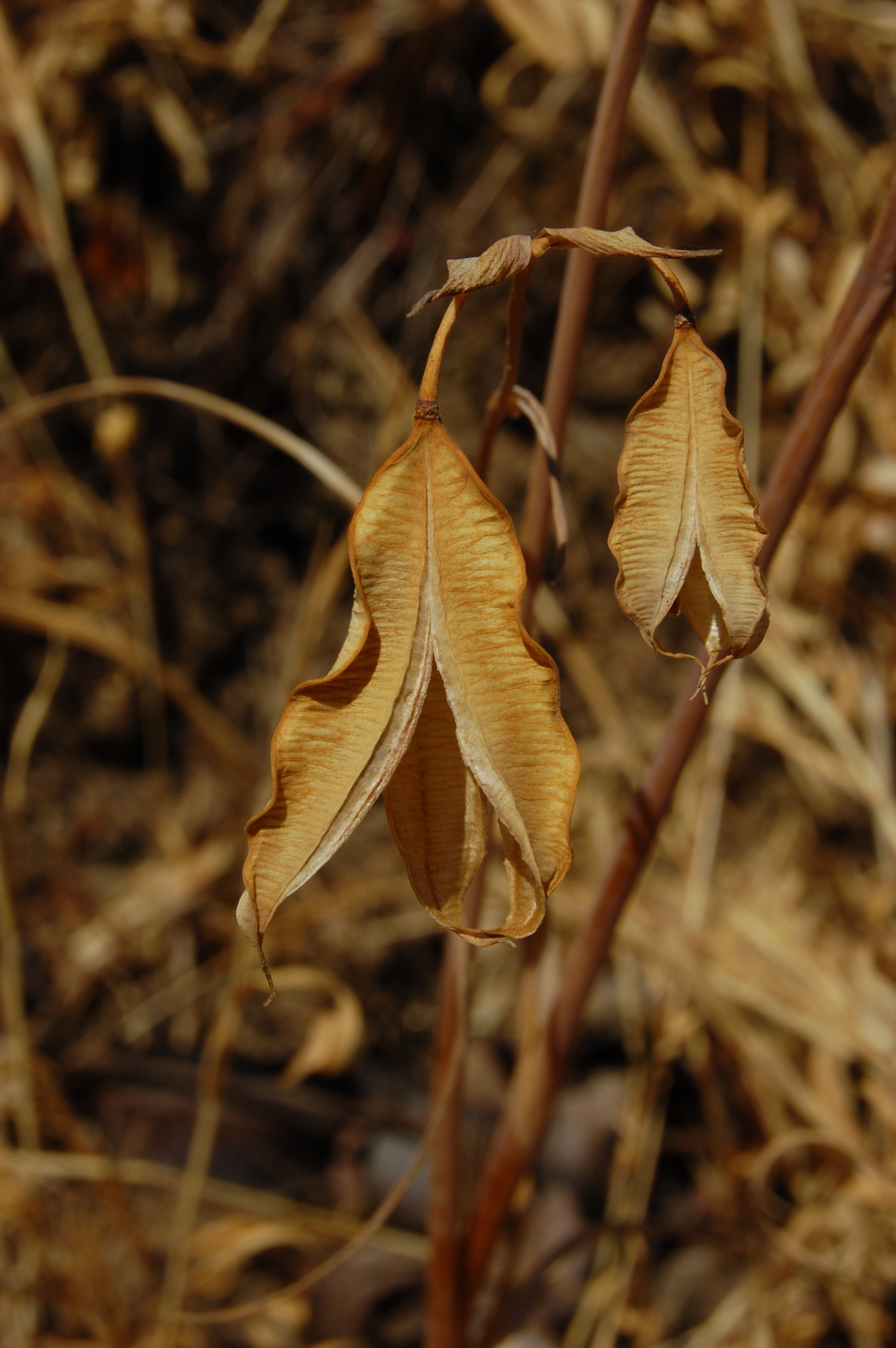
Geöffnete Kapselfrüchte der Weißen Mormonentulpe (Calochortus albus)

Calochortus-Arten sind ausdauernde krautige Pflanzen. Diese Geophyten bilden Zwiebeln als Überdauerungsorgane. Am aufrechten Stängel befinden sich höchstens sehr kleine Blätter. Die hauptsächlich grundständig und wechselständig stehenden Laubblätter sind ungestielt, lineal, einfach, flach, parallelnervig und ganzrandig. 
Die Blüten stehen in endständigen, einfachen oder verzweigten, traubigen Blütenständen mit Hochblättern. 
Die lang gestielten, zwittrigen Blüten sind radiärsymmetrisch und dreizählig. Es sind zwei Kreise mit je drei freien Blütenhüllblättern vorhanden. Bei einigen Arten sind die Blütenhüllblätter beider Kreise gleichgestaltig, bei vielen Arten sind sie deutlich unterschiedlich in Form und Größe. Nektardrüsen befinden sich an der Basis der inneren Blütenhüllblätter. Oft sind die Blütenhüllblätter gepunktet. Wenn sie sich unterscheiden, dann sind die äußeren Blütenhüllblätter oft schmaler, glatt, manchmal grün oder haben die gleiche Farbe wie die inneren. Die inneren Blütenhüllblätter sind oft genagelt, gefranst, behaart, an Farben kommen Gelb, Rosa bis Rot vor und oft sind sie gemustert. Es sind zwei Kreise mit je drei fertilen Staubblättern vorhanden; sie sind untereinander immer frei, sie können aber mit der Basis der Blütenhüllblätter verwachsen. Drei Fruchtblätter sind zu einem oberständigen Fruchtknoten verwachsen. Jeder der drei Fruchtknotenkammern enthält 30 bis 50 Samenanlagen. Griffel kann man oft keine erkennen, wenn sie vorhanden sind, dann sind sie viel kürzer als die Fruchtknoten. Die Narbe ist dreilappig.
Die aufrechten, aufplatzenden Kapselfrüchte sind dreiflügelig. Die Samen sind meist abgeflacht.

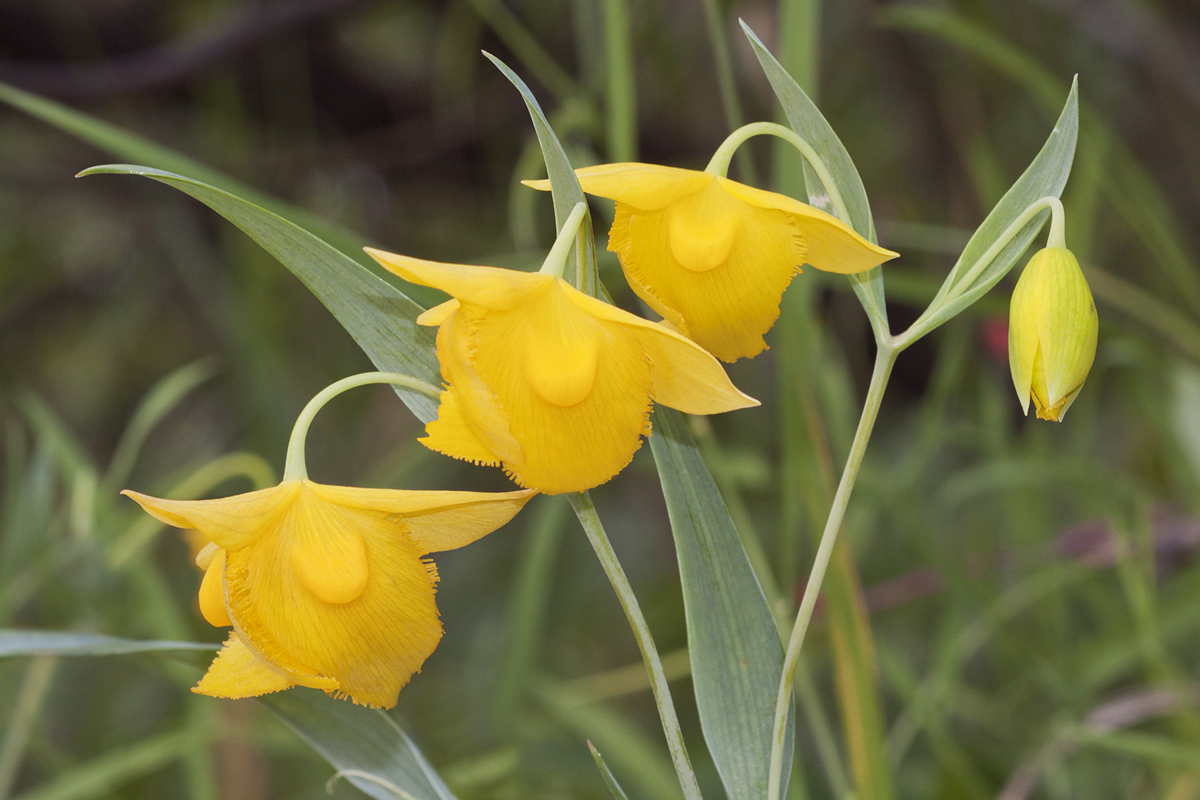
Goldene Mormonentulpe (Calochortus amabilis)

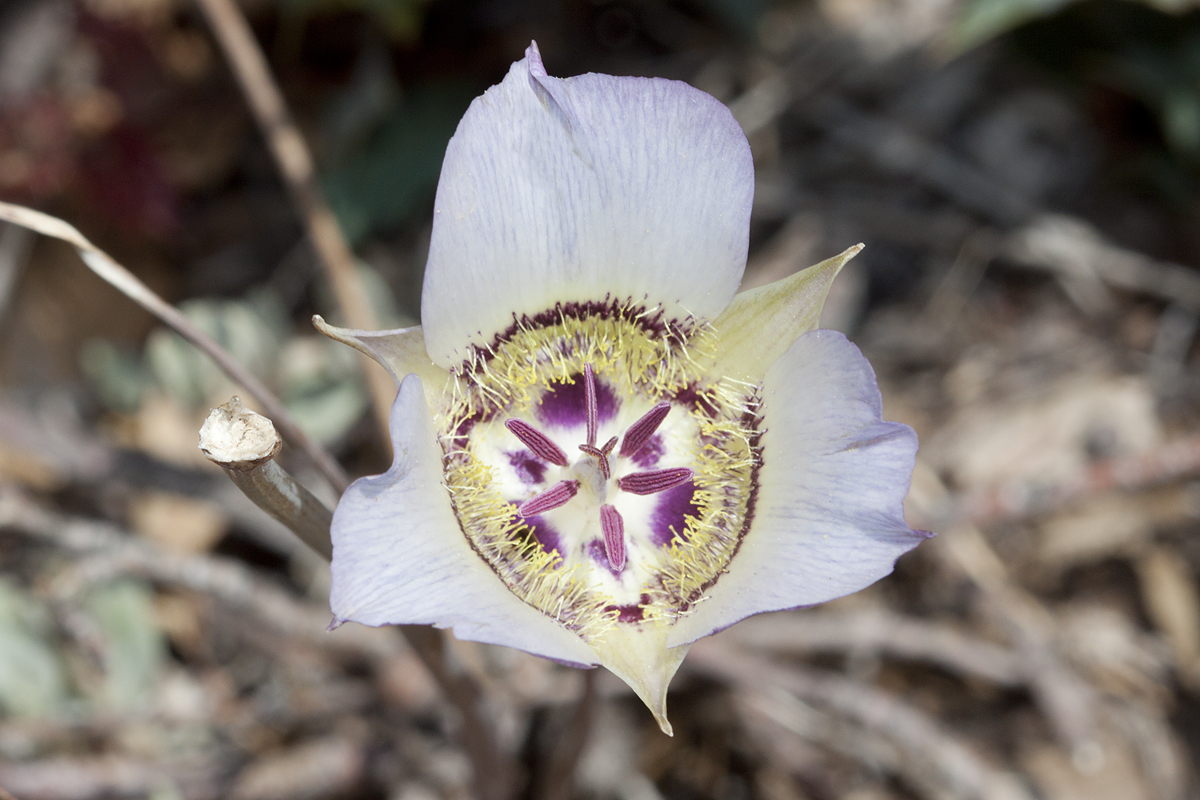
Dreizählige, radiärsymmetrische Blüte von Calochortus ambiguus

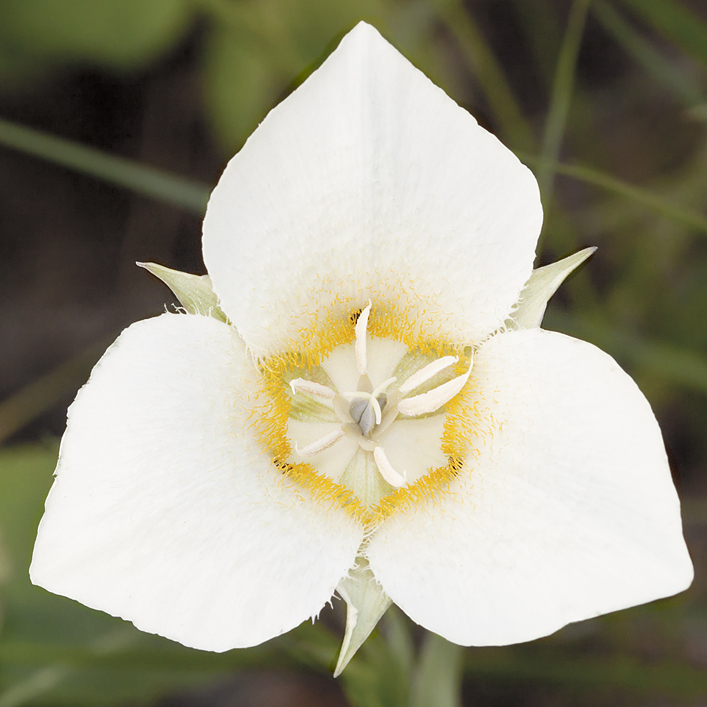
Dreizählige, radiärsymmetrische Blüte von Calochortus apiculatus

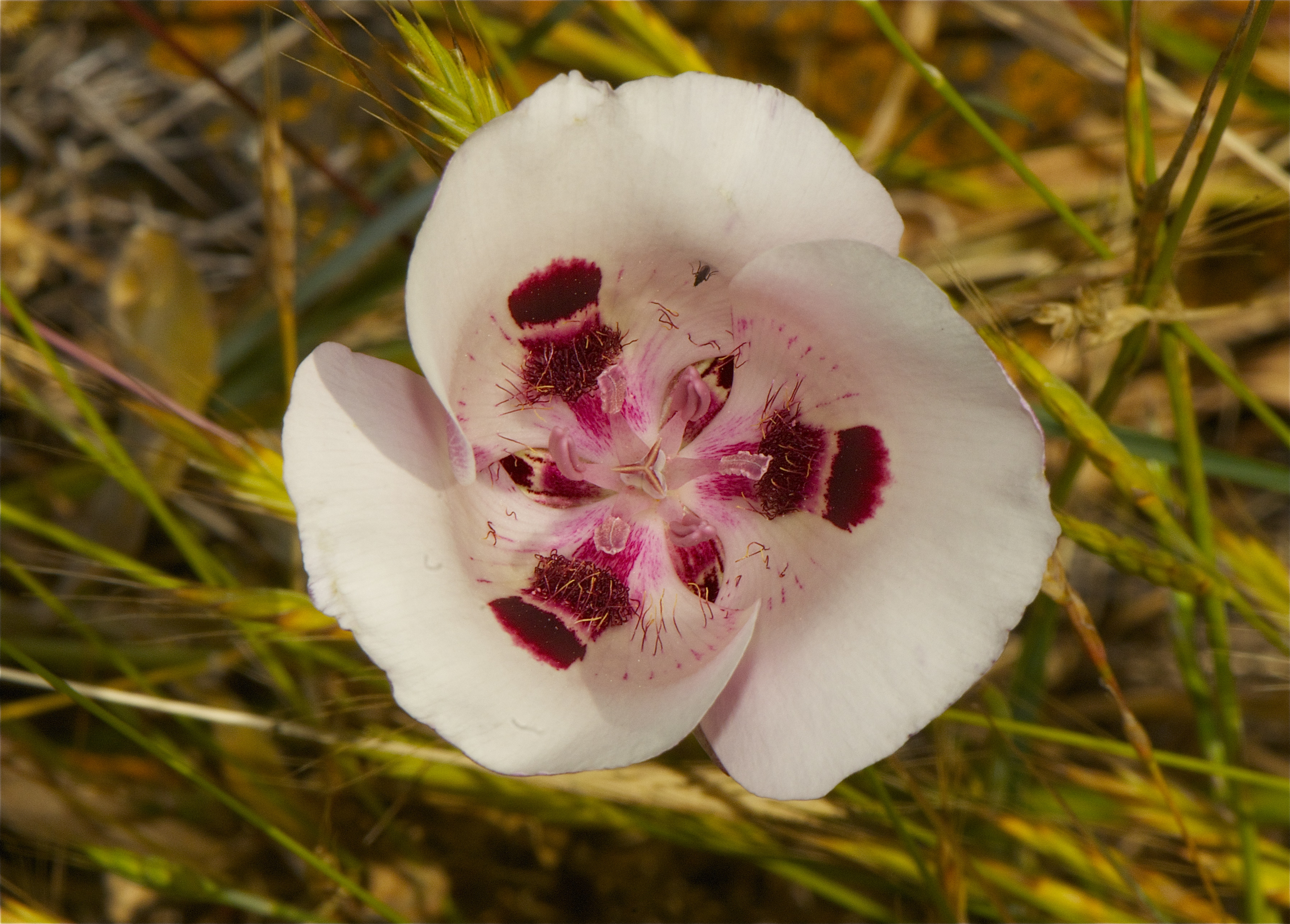
Calochortus argillosus

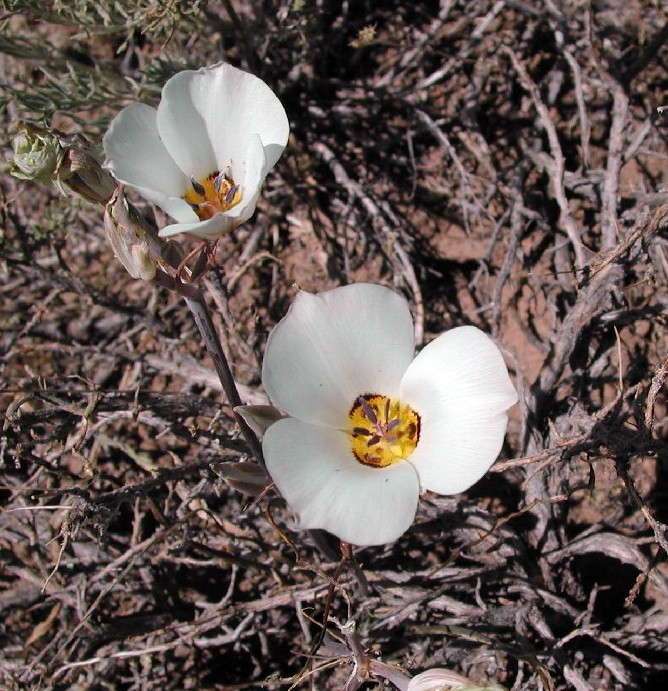
Calochortus bruneaunis

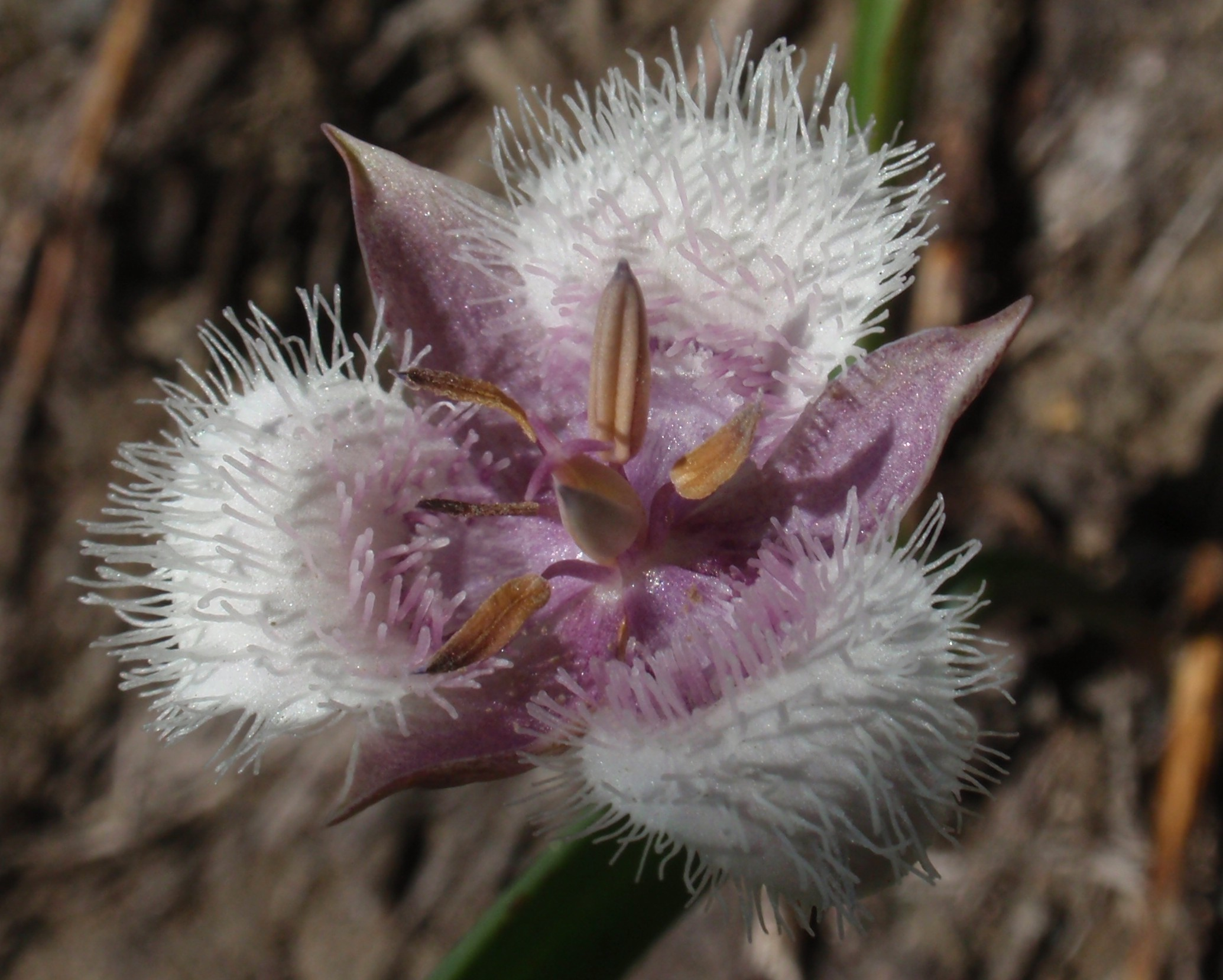
Hellblaue Mormonentulpe (Calochortus caeruleus)

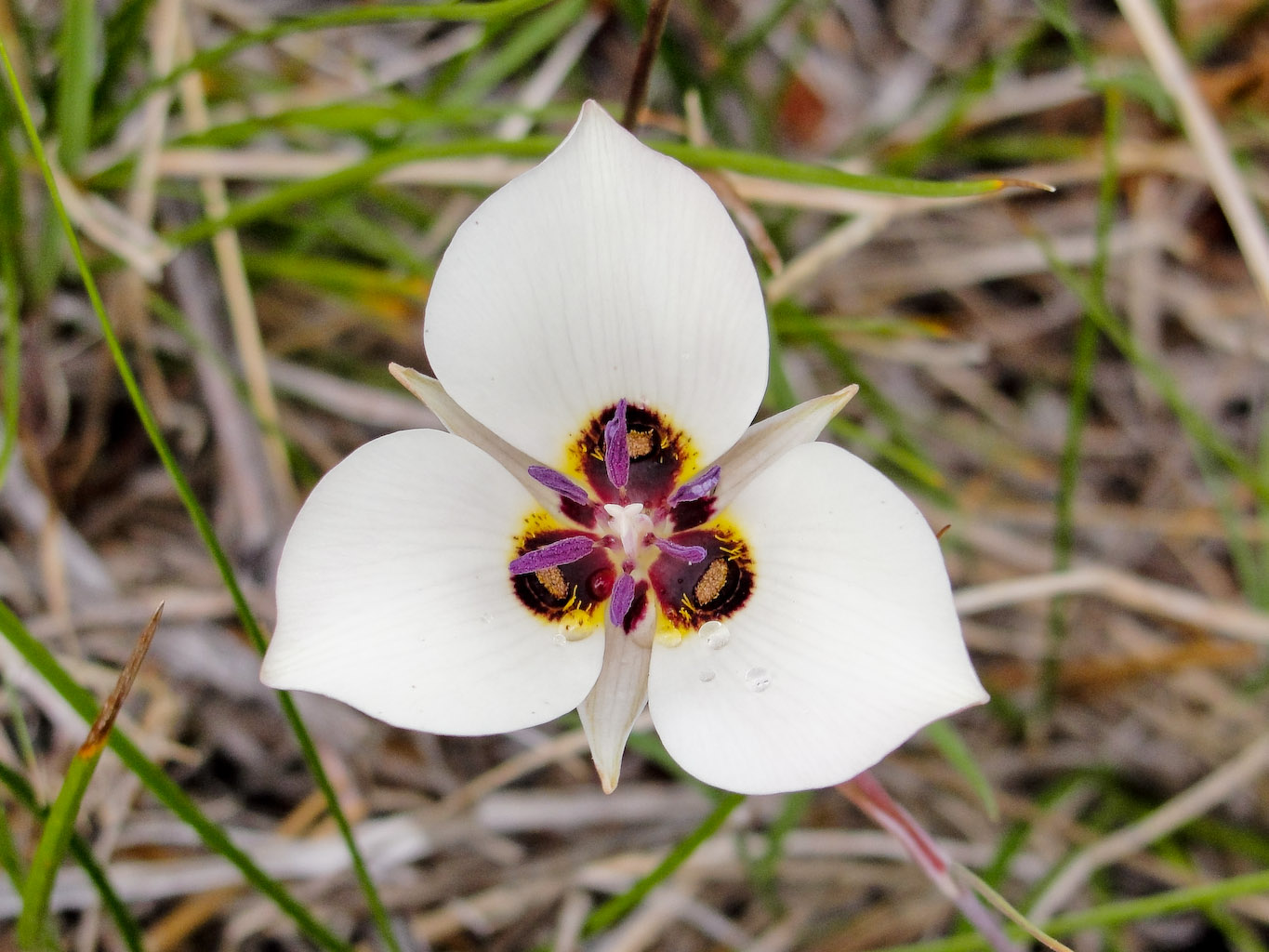
Calochortus excavatus

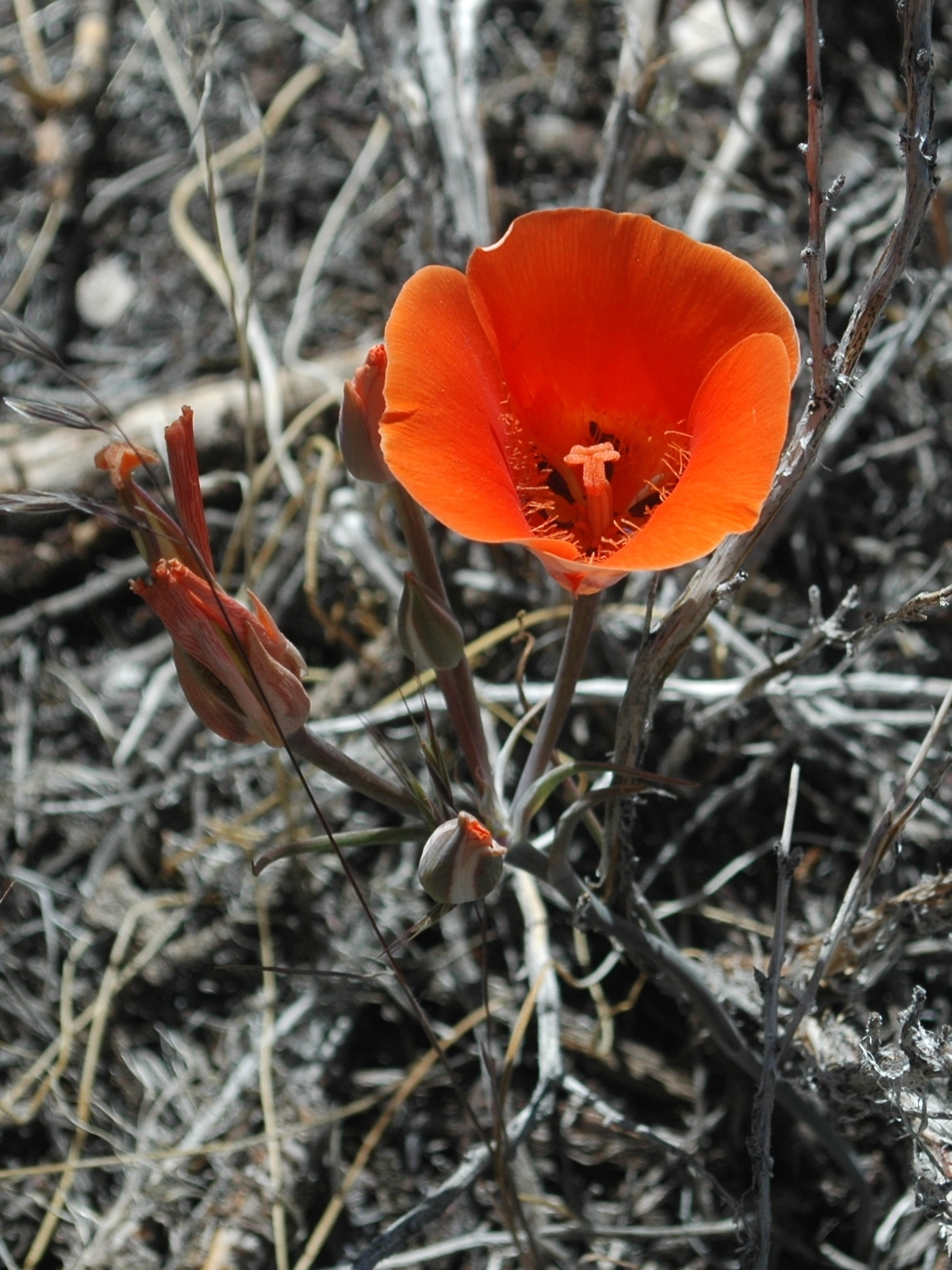
Calochortus kennedyi

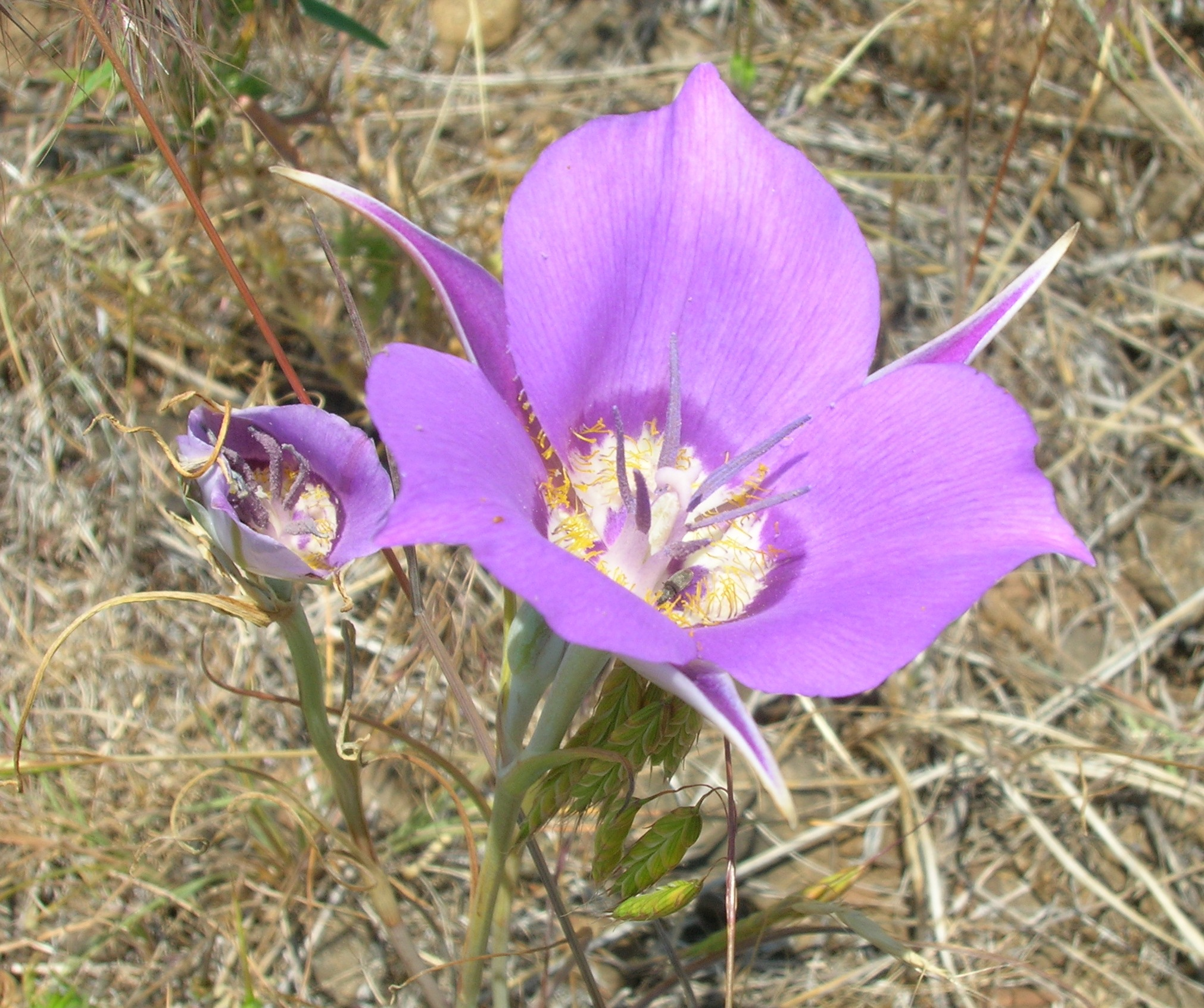
Gestreifte Mormonentulpe (Calochortus macrocarpus)

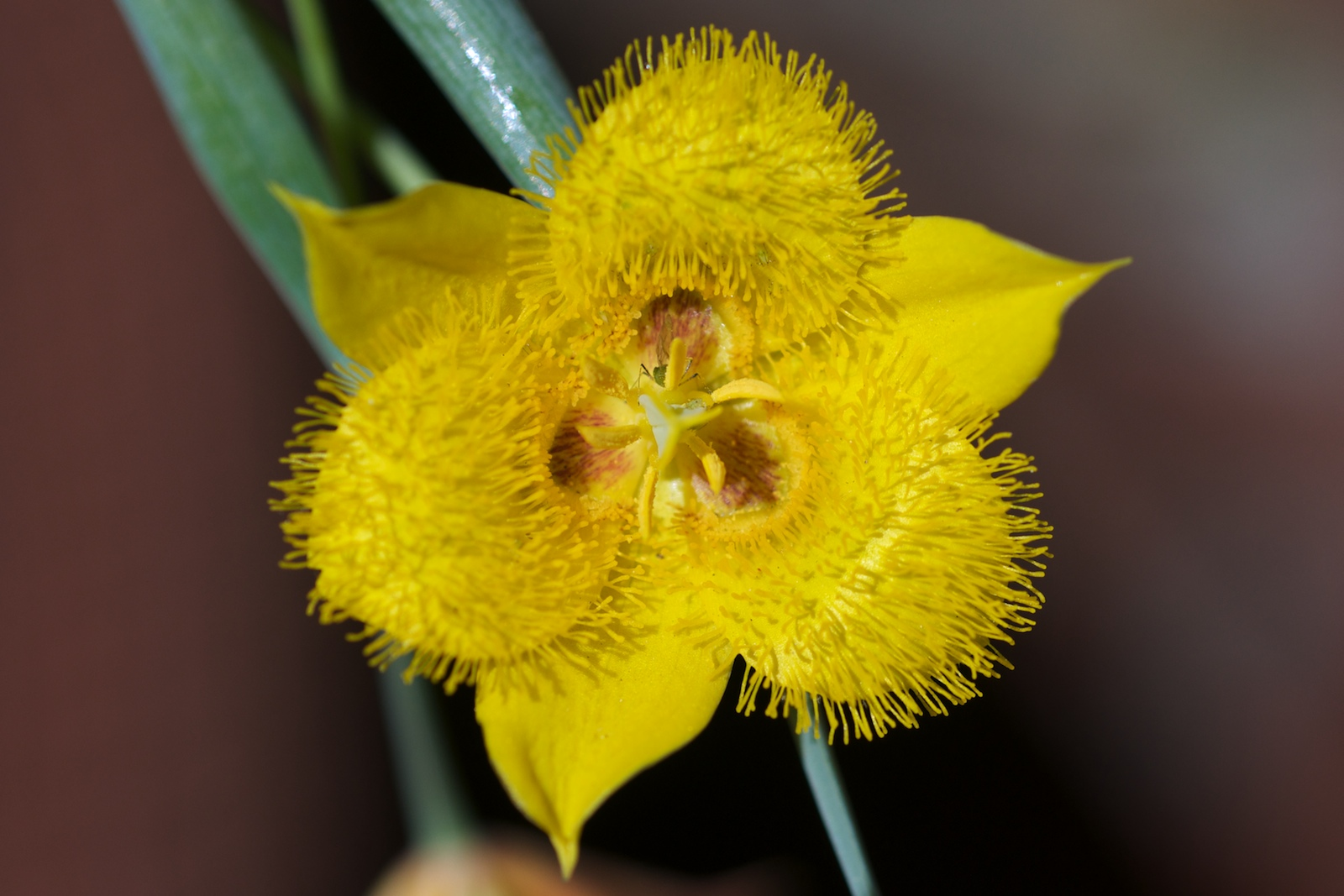
Calochortus monophyllus

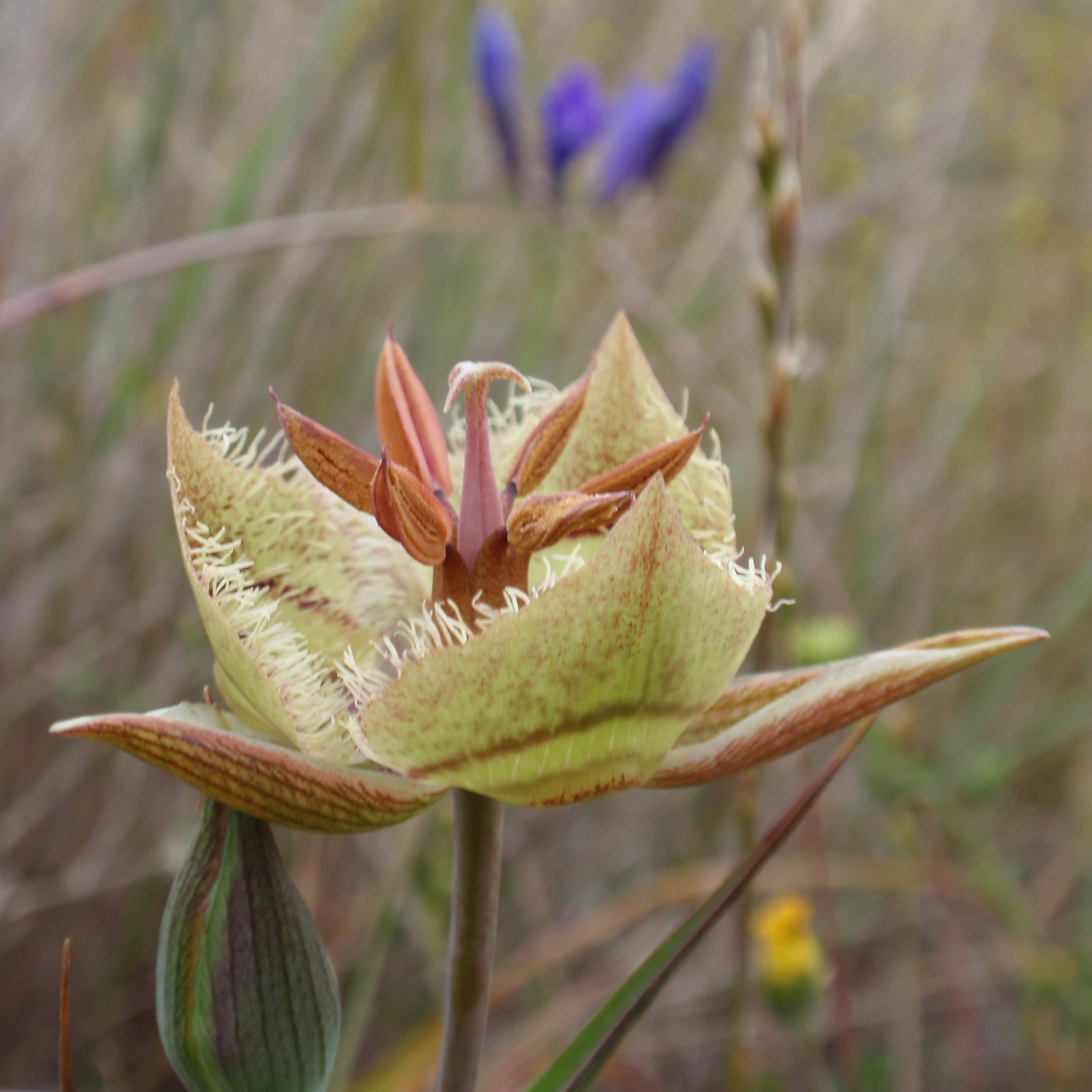
Calochortus tiburonensis

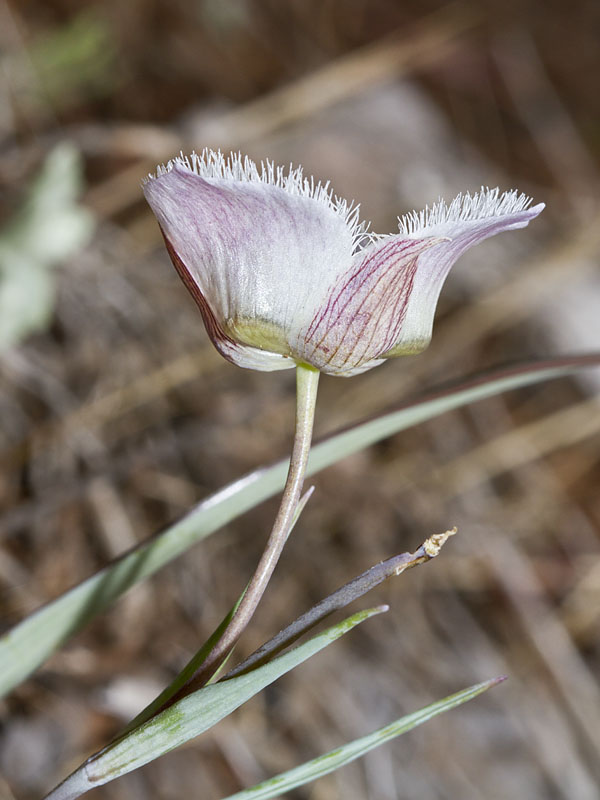
Rosa Mormonentulpe (Calochortus tolmiei)

## Systematik und Verbreitung
Die Gattung Calochortus wurde durch Frederick Traugott Pursh 1814 in Flora Americae Septentrionalis; or, ..., Volume 1, S. 240 aufgestellt. Typusart ist Calochortus elegans Pursh. Der botanische Gattungsname Calochortus leitet sich aus den griechischen Wörtern kalos für schön und chortos für Gras ab. Synonyme für Calochortus Pursh sind: Cyclobothra D.Don, Mariposa (Alph.Wood) Hoover.
Die Gattung Calochortus gehört zur Unterfamilie Calochortoideae Dumort. innerhalb der Familie Liliaceae. Einige Autoren stellen die Gattung Calochortus in eine Familie Calochortaceae Dumort. mit fünf Gattungen.
Calochortus-Arten gedeihen im gemäßigten Klima von Nord- bis Zentralamerika. Man findet die Calochortus-Arten von British Columbia im westlichen Nordamerika (56 Arten) über Mexiko bis Guatemala.
Die Gattung Calochortus wird in drei Sektionen mit je vier Untersektionen gegliedert:
- Sektion Calochortus:
  - Untersektion Pulchellii
  - Untersektion Elegantes
  - Untersektion Nudi
  - Untersektion Nitidi
- Sektion Cyclobothra:
  - Untersektion Barbati
  - Untersektion Ghiesbreghtiani
  - Untersektion Purpurei
  - Untersektion Weediani
- Sektion Mariposa:
  - Untersektion Gunnisoniani
  - Untersektion Macrocarpi
  - Untersektion Nuttalliani
  - Untersektion Venusti

In der Gattung Mormonentulpen (Calochortus) gibt es 70 bis 74 Arten:
- Weiße Mormonentulpe[9] (Calochortus albus (Benth.) Douglas ex Benth.): Sie ist von Kalifornien bis zum nördlichen Baja California verbreitet.[1][2]
- Goldene Mormonentulpe[9] (Calochortus amabilis Purdy): Sie kommt nur im nordwestlichen Kalifornien vor.[1][2]
- Calochortus ambiguus (M.E.Jones) Ownbey: Sie ist vom südlichen Utah bis New Mexico und im mexikanischen Bundesstaat Sonora verbreitet.[1][2]
- Calochortus amoenus Greene: Sie kommt in Kalifornien vor.[2]
- Calochortus apiculatus Baker: Sie ist vom westlichen Kanada bis zu den nordwestlichen Vereinigten Staaten verbreitet.[1][2]
- Calochortus argillosus (Hoover) Zebell & P.L.Fiedler: Sie kommt nur im westlichen Kalifornien vor.[1][2]
- Calochortus aureus S.Watson: Sie ist von Colorado bis New Mexico verbreitet.[1][2]
- Calochortus balsensis García-Mend.: Sie ist in den mexikanischen Bundesstaaten Oaxaca und Guerrero verbreitet.[1]
- Bärtige Mormonentulpe (Calochortus barbatus (Kunth) J.H.Painter): Sie ist in den mexikanischen Bundesstaaten von Chihuahua bis Oaxaca verbreitet.[1][2]
- Calochortus bruneaunis A.Nelson & J. Francis Macbride: Sie ist in den westlichen Vereinigten Staaten verbreitet.[1][2]
- Calochortus catalinae S.Watson: Sie kommt nur im südwestlichen Kalifornien vor.[1][2]
- Calochortus cernuus Painter: Sie kommt nur in der Sierra de Tepoxtlan im mexikanischen Bundesstaat Morelos vor.[1][2]
- Calochortus ciscoensis S.L.Welsh & N.D.Atwood: Sie kommt nur in Utah vor.[1][2]
- Calochortus clavatus S.Watson: Sie kommt mit fünf Varietäten in Kalifornien vor.[1][2][2]
- Hellblaue Mormonentulpe[9] (Calochortus coeruleus (Kellogg) S.Watson): Sie kommt nur im nördlichen Kalifornien vor.[1][2]
- Calochortus concolor (Baker) Purdy: Sie ist vom südlichen Kalifornien bis in den mexikanischen Bundesstaat Baja California verbreitet.[1][2]
- Calochortus coxii M.R.Godfrey & F.T.Callahan: Sie kommt in Oregon vor.[1][2]
- Calochortus dunnii Purdy: Sie ist vom südwestlichen Kalifornien bis in den mexikanischen Bundesstaat Baja California verbreitet.[1]
- Calochortus elegans Pursh: Sie von den nordwestlichen Vereinigten Staaten bis ins nördliche Kalifornien verbreitet.[1][2]
- Calochortus eurycarpus S.Watson: Sie ist von den nordwestlichen Vereinigten Staaten bis Utah verbreitet.[1][2]
- Calochortus excavatus Greene: Sie ist in Kalifornien verbreitet.[1][2]
- Calochortus exilis Painter: Sie kommt nur in mexikanischen Bundesstaat Hidalgo vor.[1]
- Calochortus fimbriatus H.P.McDonald: Sie ist in Kalifornien verbreitet.[1][2]
- Calochortus flexuosus S.Watson: Sie ist von den westlichen Vereinigten Staaten bis Mexiko verbreitet.[1]
- Calochortus foliosus Ownbey: Sie kommt nur in mexikanischen Bundesstaat Michoacán vor.[1]
- Calochortus fuscus Schult. f.: Sie ist in Mexiko verbreitet.[1]
- Calochortus ghiesbreghtii S.Watson: Sie ist von Mexiko bis Guatemala verbreitet.[1]
- Calochortus greenei S.Watson: Sie ist vom südlichen Oregon bis ins nördliches Kalifornien verbreitet.[1][2]
- Calochortus gunnisonii S.Watson: Sie kommt nur im mit zwei Varietäten in den zentralen und westlichen Vereinigten Staaten vor.[1][2]
- Calochortus hartwegii Benth.: Sie ist in den mexikanischen Bundesstaaten Aguascalientes, Nayarit sowie Jalisco verbreitet.[1]
- Calochortus howellii S.Watson: Sie kommt nur im südwestlichen Oregon vor.[1][2]
- Calochortus × indecorus Ownbey & M.Peck (= Calochortus tolmiei × Calochortus uniflorus):[1] Sie kommt nur im südwestlichen Oregon vor[1] und wurde nur an den Westhängen der Sexton Mountain, im nördlichen Josephine County gefunden, diese Bestände galten 2002 als erloschen[2].
- Calochortus invenustus Greene: Sie gedeiht in Höhenlagen von 1500 bis 3000 Metern in Kalifornien[2] und kommt in Nevada nur in den Bodie Hills vor.[1]
- Calochortus kennedyi Porter: Sie ist mit zwei Varietäten von den südwestlichen US-Bundesstaaten  Kalifornien, Arizona, Nevada sowie Texas bis in den nordwestlichen mexikanischen Bundesstaat Sonora verbreitet.[1][2]
- Calochortus leichtlinii Hook. f.: Sie gedeiht in Höhenlagen von 1300 bis 4000 Metern in Kalifornien, Oregon sowie Nevada.[1][2]
- Calochortus longibarbatus S.Watson: Sie kommt mit zwei Varietäten in den westlichen US-Bundesstaaten Oregon, Washington bis Kalifornien vor. Eine der Varietäten ist ein Endemit der Ochoco Mountains.[1][2]
- Gelbe Mormonentulpe[9] (Calochortus luteus Douglas ex Lindley): Sie gedeiht in Höhenlagen von 0 bis 700 Metern in Kalifornien.[1][2]
- Calochortus lyallii Baker: Sie gedeiht an trockenen Hängen und in offenen Nadelwäldern in Höhenlagen von 300 bis 1500 Metern im südlichen British Columbia bis Washington.[1][2]
- Gestreifte Mormonentulpe[9] (Calochortus macrocarpus Douglas): Sie ist mit zwei Varietäten im westlichen Nordamerika in den Rocky Mountains von der kanadischen Provinz südliches British Columbia bis zu den westlichen US-Bundesstaaten Idaho, westliches Montana, Oregon, Washington, nördliches Nevada sowie nordöstliches Kalifornien verbreitet.[2][3]
- Calochortus marcellae G.L.Nesom: Sie ist im nordöstlichen Mexiko verbreitet.[1]
- Calochortus mendozae Espejo, López-Ferr. & Ceja: Sie kommt nur in mexikanischen Bundesstaat San Luis Potosí vor.[1]
- Calochortus minimus Ownbey: Sie gedeiht in Höhenlagen von 1200 bis 3000 Metern in Kalifornien.[2]
- Calochortus monanthus Ownbey: Sie gedeiht auf Wiesen in Höhenlagen von etwa 800 Metern in Kalifornien.[2]
- Calochortus monophyllus (Lindl.) Lem.: Sie gedeiht in Höhenlagen von 400 bis 1200 Metern in Oregon sowie Kalifornien.[2]
- Calochortus nigrescens Ownbey: Sie kommt in der Region Mixteca Alta des mexikanischen Bundesstaates Oaxaca vor.[1]
- Calochortus nitidus Douglas: Sie gedeiht auf Wiesen entlang von Bächen in Höhenlagen von 700 bis 900 Metern in Idaho, Oregon sowie Washington.
- Calochortus nudus S.Watson (Syn.: Calochortus nudus var. shastensis (Purdy) Jepson, Calochortus shastensis Purdy): Sie gedeiht in Höhenlagen von 1200 bis 2500 Metern in Oregon sowie in Kalifornien.[2]
- Calochortus nuttallii Torr.: Sie ist von den westlichen bis zu den zentralen US-Bundesstaaten, dem nordwestlichen Nebraska, südwestlichen North Dakota, westlichen South Dakota, westlichen Colorado, südöstlichen Idaho, Montana, Wyoming, nordwestlichen New Mexico, nördlichen Arizona, Nevada sowie in Utah weitverbreitet.[3] Sie gedeiht in Höhenlagen von 700 bis 3300 Metern auf trockenen Böden.[2]
- Calochortus obispoensis Lemmon: Dieser Endemit gedeiht in Höhenlagen von 100 bis 500 Metern nur im San Luis Obispo County in Kalifornien.[2]
- Calochortus palmeri S.Watson: Sie kommt in zwei Varietäten nur in Kalifornien vor.[1]
- Calochortus panamintensis (Ownbey) Reveal: Sie kommt nur in den Panamint Mountains in Kalifornien in Höhenlagen zwischen 2300 und 3200 Metern vor.[1][2]
- Calochortus persistens Ownbey: Sie kommt nur vom Jackson County in Oregon bis zum Siskiyou County in Kalifornien vor.[1]
- Calochortus plummerae Greene: Sie gedeiht in Höhenlagen von 0 bis 1700 Metern in Kalifornien.[2]
- Calochortus pringlei B.L.Rob.: Sie kommt nur in den mexikanischen Bundesstaaten Morelos, Puebla, Oaxaca und vielleicht auch Jalisco vor.[1]
- Calochortus pulchellus (Bentham) Alph. Wood: Dieser Endemit gedeiht in Höhenlagen von 200 bis 800 Metern nur am Mt. Diablo im Contra Costa County in Kalifornien.[2]
- Calochortus purpureus (Kunth) Baker: Sie ist in Mexiko verbreitet.[1]
- Calochortus raichei Farwig & V.Girard: Dieser Endemit kommt nur im Quellgebiet des Big Austin Creek in Sonoma County in Kalifornien vor. Er ist durch Bergbauaktivitäten gefährdet.[2]
- Calochortus rustvoldii Callahan: Die 2015 erstbeschriebene Art kommt in Kalifornien vor.[1]
- Calochortus simulans (Hoover) Munz: Dieser Endemit kommt nur im zentralen San Luis Obispo County in Kalifornien vor und gedeiht in Höhenlagen von 0 bis 1100 Metern.[2]
- Calochortus spatulatus S.Watson: Sie kommt nur in Mexiko von Chihuahua bis Oaxaca vor.[1]
- Glänzende Mormonentulpe[9] oder Schöne Mormonentulpe (Calochortus splendens Douglas ex Benth.): Sie ist von Kalifornien bis ins mexikanische Baja California verbreitet.[2]
- Calochortus striatus Parish: Sie gedeiht in Höhenlagen von 300 bis 1400 Metern in Kalifornien sowie Nevada.[2]
- Calochortus subalpinus Piper: Sie gedeiht in Höhenlagen von 1000 bis 2200 Metern in Oregon sowie Washington.[2]
- Getüpfelte Mormonentulpe[9] (Calochortus superbus Purdy ex J.T.Howell): Sie gedeiht in Höhenlagen von 0 bis 1700 Metern in Kalifornien.[2]
- Calochortus syntrophus Callahan: Sie kommt nur in Kalifornien im Shasta County vor.[1]
- Calochortus tiburonensis A.J.Hill: Sie gedeiht in Höhenlagen von 0 bis 200 Metern auf dem Ring Mountain in Kalifornien.[2]
- Rosa Mormonentulpe[9] (Calochortus tolmiei Hook.& Arn.): Sie gedeiht oft auf nährstoffarmen und trockenen Böden in Höhenlagen von 0 bis 2000 Metern in den westlichen US-Bundesstaaten Kalifornien, Oregon sowie Washington.[2]
- Calochortus umbellatus Alph.Wood: Sie gedeiht in Höhenlagen von 100 bis 700 Metern in Kalifornien.[2]
- Calochortus umpquaensis N.A.Fredricks: Sie gedeiht in drei Unterarten in Höhenlagen von 300 bis 500 Metern in Oregon.[2][1]
- Großblütige Mormonentulpe (Calochortus uniflorus Hooker & Arnott): Sie gedeiht auf Feuchtwiesen in Höhenlagen von 0 bis 200 Metern in Oregon sowie Kalifornien.[2]
- Calochortus venustulus Greene: Sie kommt in zwei Varietäten nur im zentralen und nordöstlichen Mexiko vor.[1]
- Schmetterlings-Mormonentulpe[9] (Calochortus venustus Benth.): Sie gedeiht in Höhenlagen von 300 bis 2700 Metern in Kalifornien.[2]
- Vesta-Mormonentulpe[9] oder Mischwald-Mormonentulpe (Calochortus vestae (Purdy) Purdy): Sie gedeiht in Höhenlagen von 500 bis 900 Metern in Kalifornien.[2]
- Calochortus weedii Alph.Wood: Sie kommt mit drei Varietäten Kalifornien und mexikanischen Baja California vor.[2]
- Calochortus westonii Eastwood: Sie gedeiht in Höhenlagen von 1500 bis 2000 Metern in Kalifornien.[2]

## Nutzung
Die Zwiebeln können roh oder gegart gegessen werden.
Selten werden einige der Arten und ihre Sorten aufgrund der sehr attraktiven Blüten als Zierpflanzen verwendet. Sie gelten als heikle Liebhaberpflanzen.